# Növényformáció
A növényformáció a vegetációnak az az alapegysége, amit a nagyobb területi egységek növényzeti típusainak vázlatos (kis léptékű) leírására használnak. A formációkat a legfelső szintben uralkodó faj alapján különítik el egymástól, és arról is nevezik el. Az erdőknél például a legfelső szint a lombkoronaszint. Tehát ha e szintben a bükk (Fagus sylvatica) uralkodik, akkor bükkös formációról beszélünk. A formációk meghatározásához ezért csak azt kell megnézni, hogy melyik faj a leggyakoribb a legfelső szintben.
Az egymáshoz hasonló formációkat formációcsoportokba soroljuk.